# 恋愛結婚の法則
『恋愛結婚の法則』（れんあいけっこんのルール）は、1999年7月7日～9月22日にフジテレビ系で放映された、連続テレビドラマ。全12回。
小泉今日子にとっては、1997年に放送されたTBSの東芝日曜劇場のドラマ『メロディ』以来2年ぶりのテレビドラマ主演である。

## あらすじ
大手ビール会社「ヒカリビール」に勤める中嶋朝子は、友人達が結婚する中で未だ独身のOL。ある日、朝子は入社以来10年間勤務してきた消費者苦情センターから営業部に転属となる。不満ながら退社の予定もなくそのまま会社に残ったが、慣れない仕事でミスが続いていた。そんなある日、母親が本人に内緒で登録していた結婚相談所の紹介がきっかけで、田舎の造酒屋の跡取り・浜崎耕三と出会う。

## キャスト
- 中嶋朝子〈32〉：小泉今日子
結婚に興味が無いというわけではないが。最近3年間はいい恋に巡り会えていない。結婚相談所を通じて耕三と出会う。後々洋介と恋仲になり、結婚寸前まで行くが結婚式の日に破局。１年後に耕三と結婚し仙台に嫁ぐ。
- 浜崎耕三〈38〉：柳葉敏郎
福島の造り酒屋の二男。東京に出て来て嫁探しをするために結婚相談所に登録。田舎から出て来たばかりといった風貌で出会った朝子に一目惚れするも、そこから恋愛にはなかなか発展せず友達としての付き合いであった。最終回で朝子と結婚。
- 宇都宮洋介〈26〉：柏原崇
ヒカリビールの営業部員。最初は同僚で先輩の朝子を突き放す態度をとっていたが、次第に一人の女性として意識していく。
遥と交際しており、結婚寸前まで行くも別れ、朝子と恋仲になる。その後朝子と結婚寸前まで行くが式当日に破局。
- 東部長：小野武彦

ヒカリビール営業部部長。専務の娘と結婚した。部下と不倫している。
- 林遥〈24〉：小雪
会社の社長令嬢だが、父の会社はバブル崩壊と共に破産。キャバクラに勤務している。宇都宮と恋愛関係にあり、一方で斉藤に思いを寄せられている。洋介と結婚寸前まで行くも破局。
- 斎藤豊〈25〉：伊藤高史
ヒカリビールの営業部員で、宇都宮の1年後輩。宇都宮の恋人とは知らずに遥に思いを寄せる。
- 助川邦夫：近藤芳正

朝子の家の隣人。変人だが、実はアーティスト。
- 三河屋：塩見三省

三河屋店主。
- 神山：八嶋智人

結婚情報サービス「マリッジ・ライン」の職員。後々耕三と助川と友人になり、耕三をサポート。
- 中嶋美季〈7〉：大平奈津美
千明の娘。朝子の結婚について余計な世話を焼いている千明にしばしば小道具として動かされることも。本当は父親が恋しい。
- 浜崎拓也：中村嘉葎雄

耕三・実の父親。
- 神田弥生：遠山景織子

耕三がお見合いをした相手。耕三のことが好きになり結婚寸前まで行くも破局。
- 三条芳夫：新克利

理子の父。初めは理子と実の結婚を反対するも最終的には認めている。
- 中嶋透：阿部寛

朝子の兄で千明の夫。現在はシンガポールに赴任中。最終話で登場。
- 浜崎実〈59〉：北村総一朗
耕三とは年の離れた異母兄弟。家業を嫌って若くして上京した、自称青年実業家。7話で理子と結婚。
１年後は三児の父。
- 三条(浜崎）理子〈26〉：西田ひかる

実が住むアパートの大家。実と交際しており、後に結婚する。最終回では妊娠が発覚。１年後に三つ子が誕生。
- 中嶋千明〈32〉：小林聡美
朝子の兄の嫁で、親友。夫の海外への単身赴任を機に朝子の部屋で同居する。朝子の結婚をお節介ながら応援している。

（出典：）

## スタッフ
- 脚本：樫田正剛、金子ありさ、大森美香
- 音楽：奥本亮
- プロデュース：金井卓也、東海林秀文
- 演出：松田秀知、水田成英
- 制作著作：フジテレビ

## 特徴
ストーリーの随所にたびたび、統計を示したパーセンテージが表示され、視聴者に結婚に対する世間の考え方をアピールしていた。

## 主題歌
- 小泉今日子「for my life」

## サブタイトル
| 各話                                                       | 放送日        | サブタイトル           | 脚本       | 演出     | 視聴率 |
| ---------------------------------------------------------- | ------------- | ---------------------- | ---------- | -------- | ------ |
| 第1話                                                      | 1999年7月7日  | 理想の結婚相手とは?    | 樫田正剛   | 松田秀知 | 14.1%  |
| 第2話                                                      | 1999年7月14日 | 結婚は女の本当の幸せ?  | 樫田正剛   | 松田秀知 | 12.9%  |
| 第3話                                                      | 1999年7月21日 | 赤い糸って信じますか?  | 金子ありさ | 水田成英 | 11.6%  |
| 第4話                                                      | 1999年7月28日 | 突然のキスの意味       | 樫田正剛   | 水田成英 | 14.5%  |
| 第5話                                                      | 1999年8月4日  | もしかしてプロポーズ?  | 金子ありさ | 松田秀知 | 14.3%  |
| 第6話                                                      | 1999年8月11日 | 誰も止められないのが恋 | 樫田正剛   | 水田成英 | 14.0%  |
| 第7話                                                      | 1999年8月18日 | 結婚する運命の人       | 大森美香   | 松田秀知 | 10.9%  |
| 第8話                                                      | 1999年8月25日 | 社内キス事件から急発展 | 樫田正剛   | 水田成英 | 12.0%  |
| 第9話                                                      | 1999年9月1日  | バレちゃった！二人の仲 | 金子ありさ | 松田秀知 | 12.3%  |
| 第10話                                                     | 1999年9月8日  | マリッジブルーの訳は彼 | 樫田正剛   | 水田成英 | 11.7%  |
| 第11話                                                     | 1999年9月15日 | 私…結婚しちゃうんだ…   | 樫田正剛   | 松田秀知 | 11.9%  |
| 最終話                                                     | 1999年9月22日 | 結婚・朝子の場合       | 樫田正剛   | 松田秀知 | 13.3%  |
| 平均視聴率 12.8%（視聴率は関東地区・ビデオリサーチ社調べ） |               |                        |            |          |        |